# 文素臣
《文素臣》（英語：The Knight of Knights）是1966年上映的一部香港電影，由薛群执导，张彻编剧，乔庄等領銜主演。该电影主要讲述明代惩恶扬善的文素臣的故事，该作品根据京剧《野叟曝言》进行改编。

## 劇情簡介
文素臣为了报朋友被杀之仇，于是来到了一家明面上是寺院，实际上盘踞着很多叛国的人，以及借助寺庙做恶事人们的地方，那里正是朋友们被杀的地方。
随后再他以及一些朋友的努力下，他们最终将寺庙里的空明和尚等人击杀，并且还得到了很多叛国的人的名单。

## 演员表
- 李菁
- 何莉莉
- 李影
- 赵雄
- 鄭少秋
- 张石庵
- 周嘉崇
- 梁锐
- 金天柱
- 王光裕
- 周小来
- 雷鸣
- 赵明
- 郑雷
- 小麒麟
- 谷峰
- 午马
- 乔庄
- 樊梅生
- 刘亮华
- 李允中
- 周龙章
- 陈鸿烈
- 徐二牛
- 郝履仁

## 其他
- 该电影编剧张彻受到该电影影响，于是他在之后制作出了很多武侠类电影。

## 備註
1. ↑  蔡國榮. . 1984年.
2. ↑  魏君子. . 2019年.
3. ↑  陳蝶衣. . 1984年.
4. ↑  陈墨. . 1996年.
5. ↑  . 1983年.
6. ↑  . 1997年.
7. ↑  粟子. . 2010年.
8. ↑  张骏祥, 程季华. . 1995年.
9. ↑  吳昊. . 2004年.

## 相關連結
- 互联网电影数据库（IMDb）上《文素臣》的资料（英文）
- 豆瓣电影上《文素臣》的資料 （简体中文）
- 香港影庫上《文素臣》的資料（繁體中文）
- 爛番茄上《文素臣》的資料（英文）